# يان جيجكا

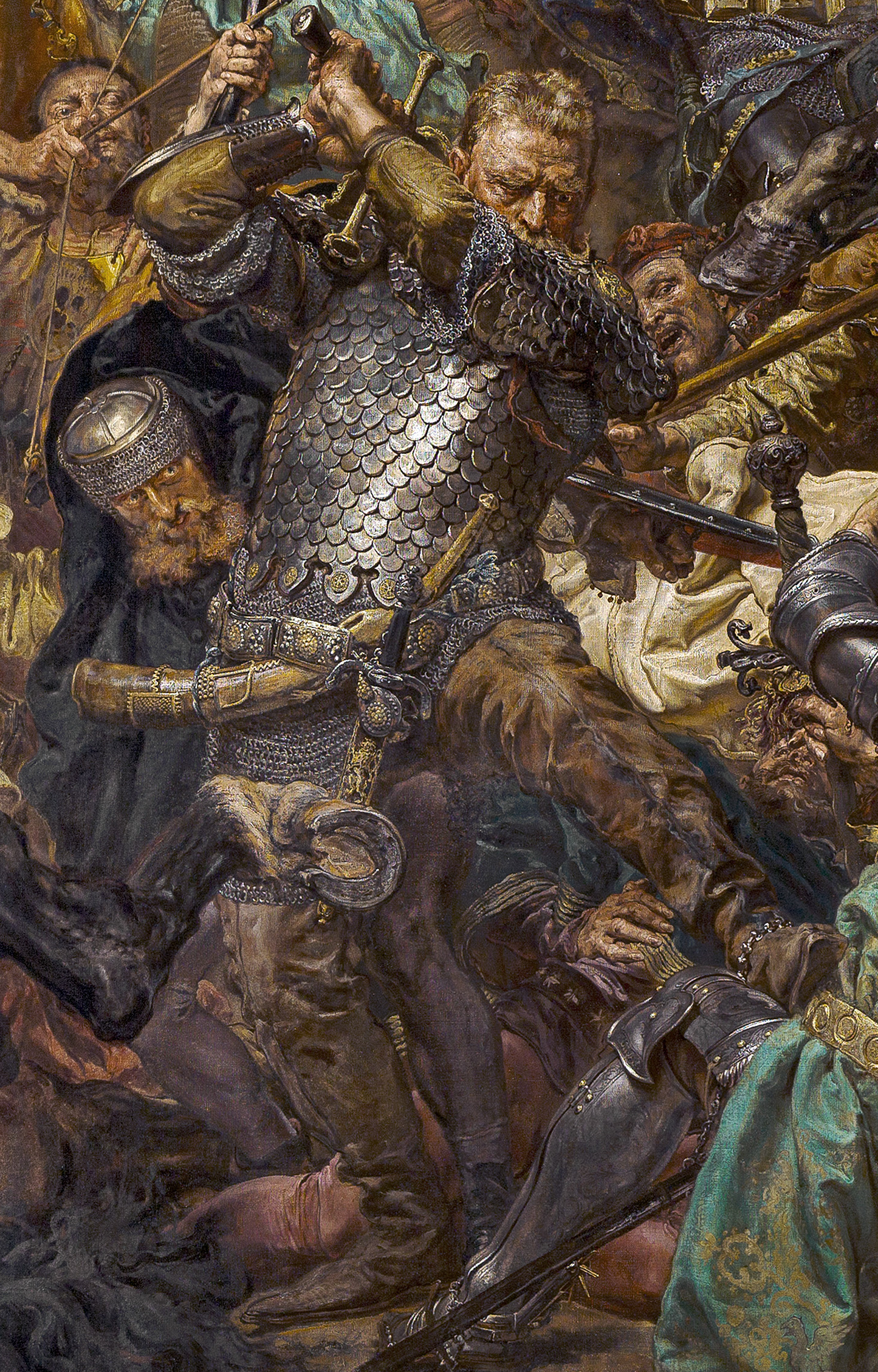
يان جيجكا

يان جيجكا (بالتشيكية:Jan Žižka) (حوالي 1360 - 11 أكتوبر 1424) هو جنرال تشيكي وقائد هوسيتي. أحد أتباع يان هس.
ولد في قرية تروتسنوف في منطقة بوهيميا لعائلة من الطبقة العليا. فقد عينه اليسرى بضربة من سلاح أبيض ولم يكن عندها قد تجاوز الثانية عشر من عمره بعد. عرف بخططه الدفاعية وهو أول من استخدم عربات الأحصنة كمتاريس. كما أنه من القادة العسكريين القلائل الذين لم يخسروا معركة قط.
توفي بالقرب من بجيبسلاف خلال إحدى حملاته على مورافيا. أطلق أتباعه على أنفسهم بعد وفاته لقب اليتامى.

## روابط خارجية
- يان جيجكا على موقع الموسوعة البريطانية (الإنجليزية)